# Nieuweland
Nieuweland is een woonwijk in Barendrecht die is gebouwd in de jaren negentig van de twintigste eeuw. De wijk ligt tussen de Middeldijk, Sweelincklaan, Voordijk en de wijken Paddewei en Molenvliet. De wijk bestaat uit vijf tranches (woonbuurten), namelijk Nieuweland I, II, III, IV en V. Nieuweland is genoemd naar het Nieuwe Land van Barendrecht, de oude benaming voor de polder Buitenland, zoals die vermeld staat in een octrooi uit 1551.

## Historie

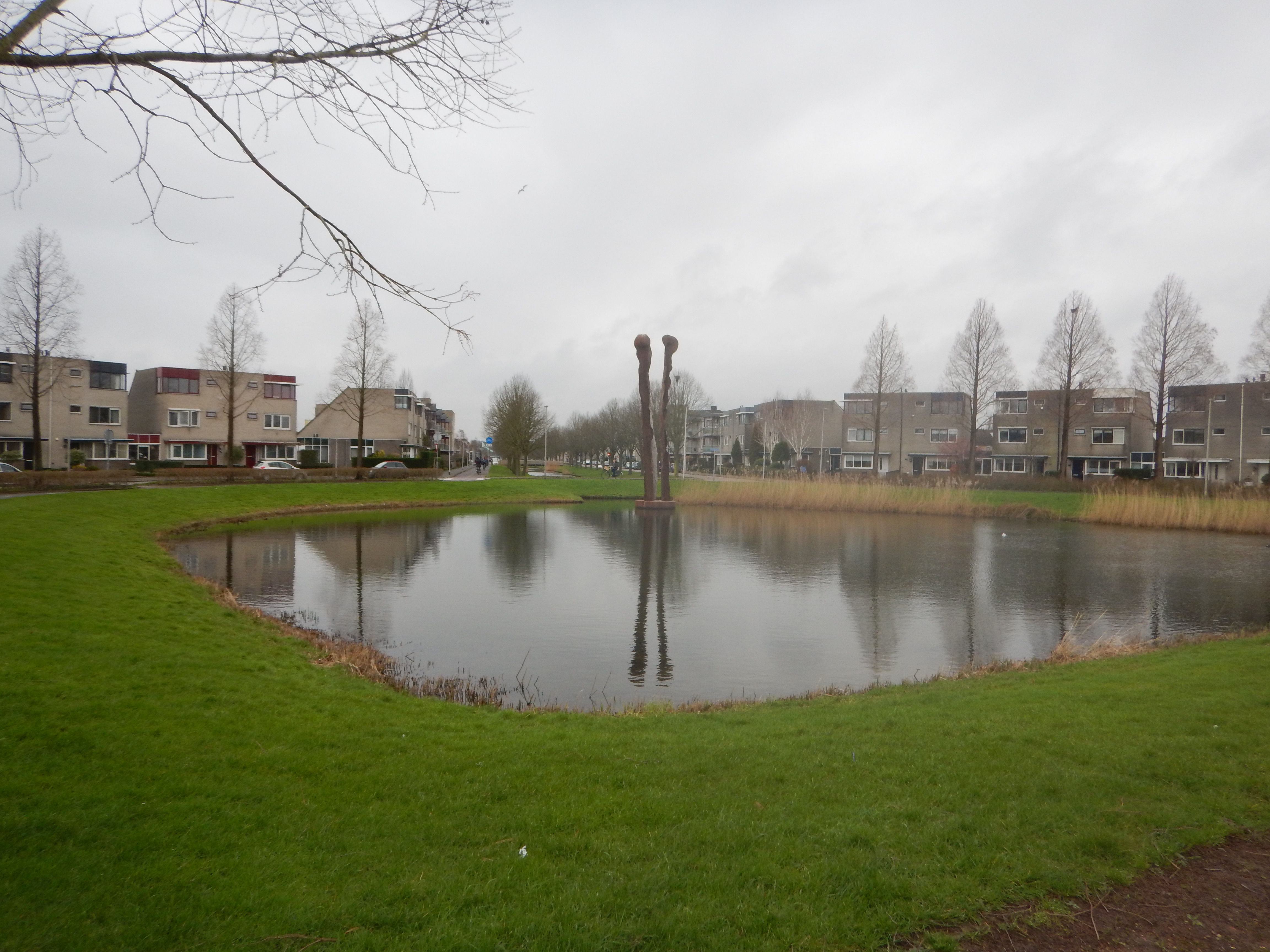
De wijk is ruim opgezet en heeft veel groen.

Voor de bouw behoorde het gebied tot de polder Buitenland, waarvan de Voordijk de noordgrens was en de Middeldijk de zuidgrens. In 1990 startte de bouw van Nieuweland I, ten westen van de wijk Molenvliet. Vanaf 1992 werden van deze tranche de eerste woningen opgeleverd. Vervolgens begon de bouw van Nieuweland II, waarvan de eerste woningen vanaf 1994 werden opgeleverd. Hierna zijn ook woningen in de tranches Nieuweland III, IV en V gerealiseerd. In 1998 werden de laatste woningen van de wijk opgeleverd.
De aanleg van het tracé van de HSL langs de snelweg A29 dreigde roet in het eten te gooien. Om deze reden keurde het provinciaal bestuur in 1994 een groot gedeelte van het bestemmingsplan Nieuweland, wat de gemeente Barendrecht een jaar daarvoor heeft vastgesteld niet goed. Zo moest langs het tracé een strook grond van honderd meter onbebouwd blijven, omdat de toekomstige bewoners anders binnen dat gedeelte met flinke geluidsoverlast te maken zouden krijgen. De gemeente weigerde grond hiervoor te reserveren en spande een procedure aan bij de Raad van State, waarin vernietiging van het besluit van de provincie geëist werd. Tijdens een hoorzitting bleek dat de locatie van het tracé is opgeschoven, zodat het niet vlak langs de wijk zou lopen. Daarom hebben de rechters van de raad van State het bestemmingsplan begin 1997 alsnog goedgekeurd.

## De wijk

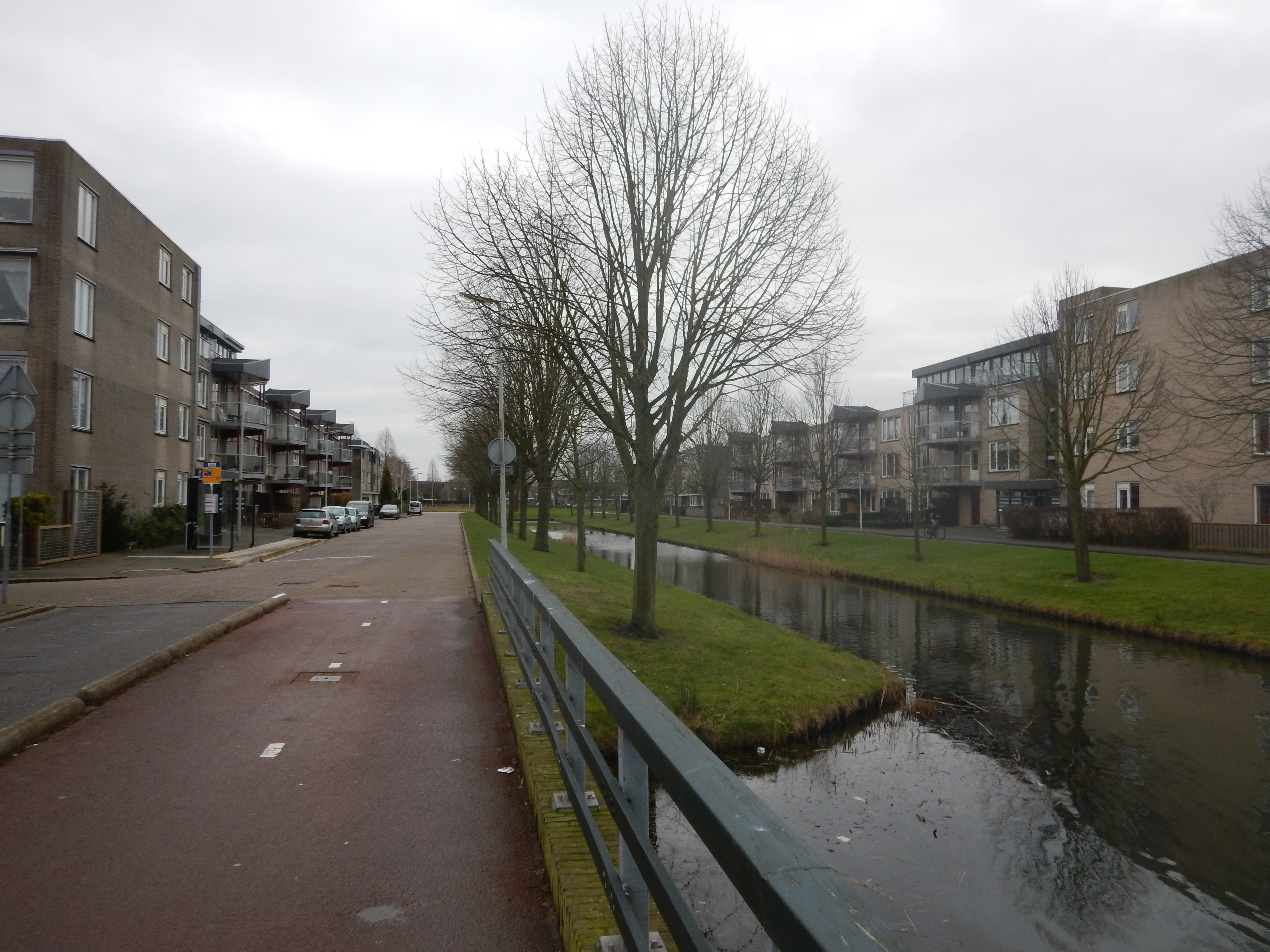
Kenmerkend voor de wijk zijn de lange singels, zoals hier de Rossinisingel.

Nieuweland is een ruim opgezette wijk met veel groen. De vorm van verkaveling van zowel het stratenpatroon als de bebouwing is gebaseerd op de ideeën van de stedenbouwkundige Berlage. De wijk heeft klassieke kenmerken zoals lange zichtassen en singels en een centraal gelegen park. Deze zijn belangrijk voor de structuur van de wijk en geven de wijk tevens een ruime en groene aanblik.
Gedeeltelijk rondom de wijk bevindt zich een ringweg, de Sweelincklaan. De wijk heeft drie ontsluitingswegen, de Strausslaan vanaf de Middeldijk, de Bachlaan vanaf de Sweelincklaan en de Ouvertureweg vanaf de Voordijk. Verder bevinden zich in de wijk ook een groot aantal fietspaden, die vooral de singels volgen. Tussen Molenvliet en Nieuweland ligt het Provinciaal fietspad die het oude tramtracé volgt van de voormalige Tramlijn Rotterdam - Zuid-Beijerland.
Het zuidelijke deel van de wijk is georiënteerd van zuidwest naar noordoost, wat zichtbaar wordt in het stratenpatroon. Het noordelijke deel is georiënteerd van noord naar zuid, wat vooral te zien is in de orthogonale verkaveling. Tussen het zuidelijke en noordelijke deel bevindt zich het Park Nieuweland, met daarin een fietspad, diverse wandelpaden en enkele speelvoorzieningen. In de wijk bevinden zich ook een aantal kunstwerken.
De straatnamen in de wijk hebben betrekking op de klassieke muziek. In het zuidwestelijke deel van de wijk zijn straten vernoemd naar muziekcomponisten, zoals de Strausslaan, Haydnsingel en Brahmsstraat. In het middengedeelte van de wijk zijn het muziekinstrumenten, zoals de Klavecimbelweg, Harplaan en Vioolhof. In het noordelijke deel hebben de namen betrekking op muziekvormen, zoals Cantatelaan, Aubadestraat en de Ariahof.

### Architectuur

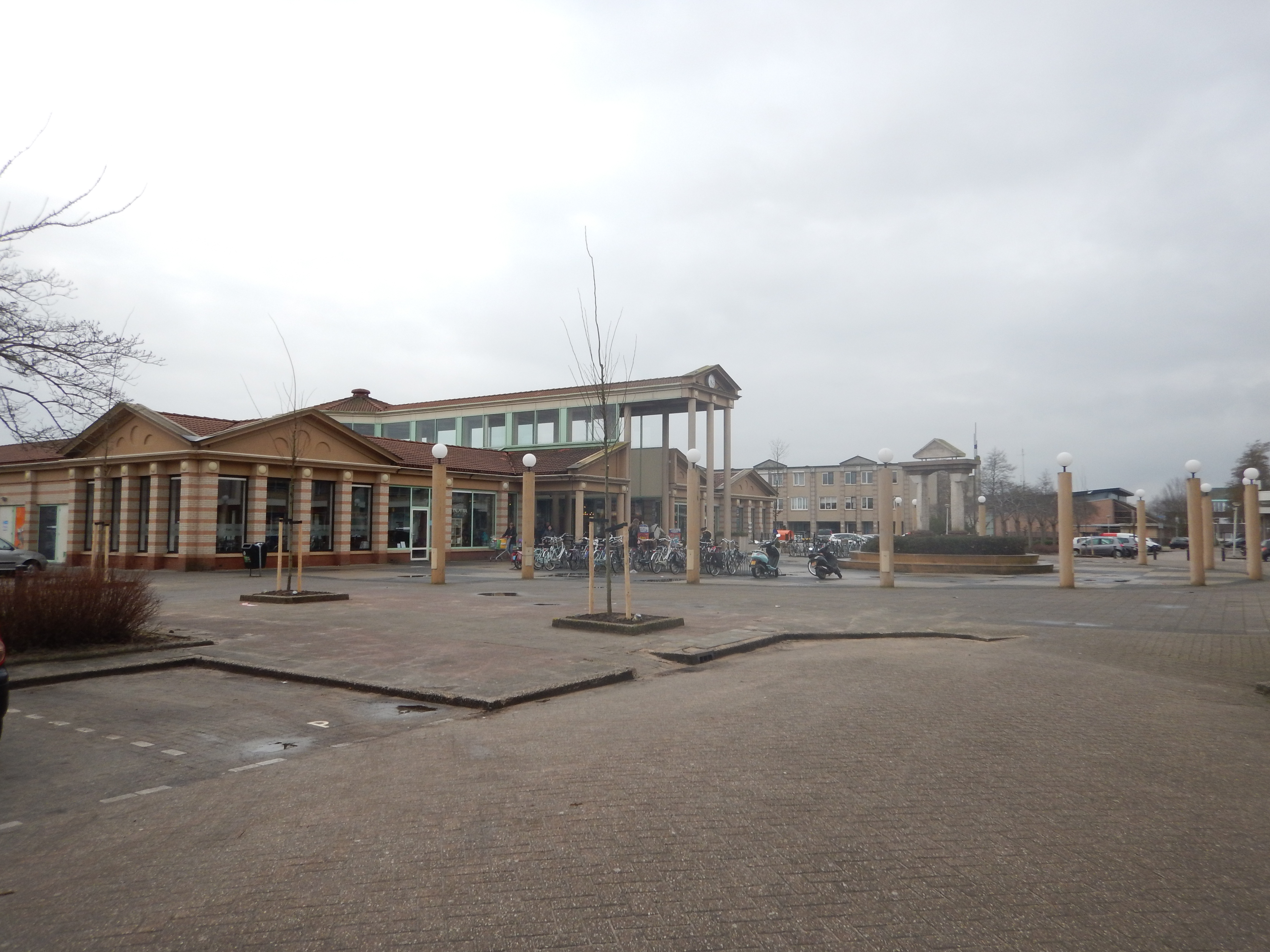
In het postmoderne winkelcentrum Muziekplein zijn klassieke kenmerken zichtbaar.

De wijk bestaat voor 71 procent uit koopwoningen en voor 29 procent uit huurwoningen. Dit zijn vooral veel rijtjeshuizen en twee-onder-een-kapwoningen. Ook bevinden zich hier en daar appartementengebouwen, die een beëindiging vormen van de zichtassen. Langs de singels staan voornamelijk twee-onder-een-kapwoningen, die met garages aan elkaar verbonden zijn. Aan de noordzijde zoeken woningen aan korte doodlopende straatjes aansluiting op de achtererven van de woningen langs de Voordijk. Vanwege de geluidshinder van de aangrenzende A29 zijn de woningen aan de westzijde naar binnen gekeerd, waardoor vanaf de Sweelincklaan alleen de achterzijde van tuinen zichtbaar is.

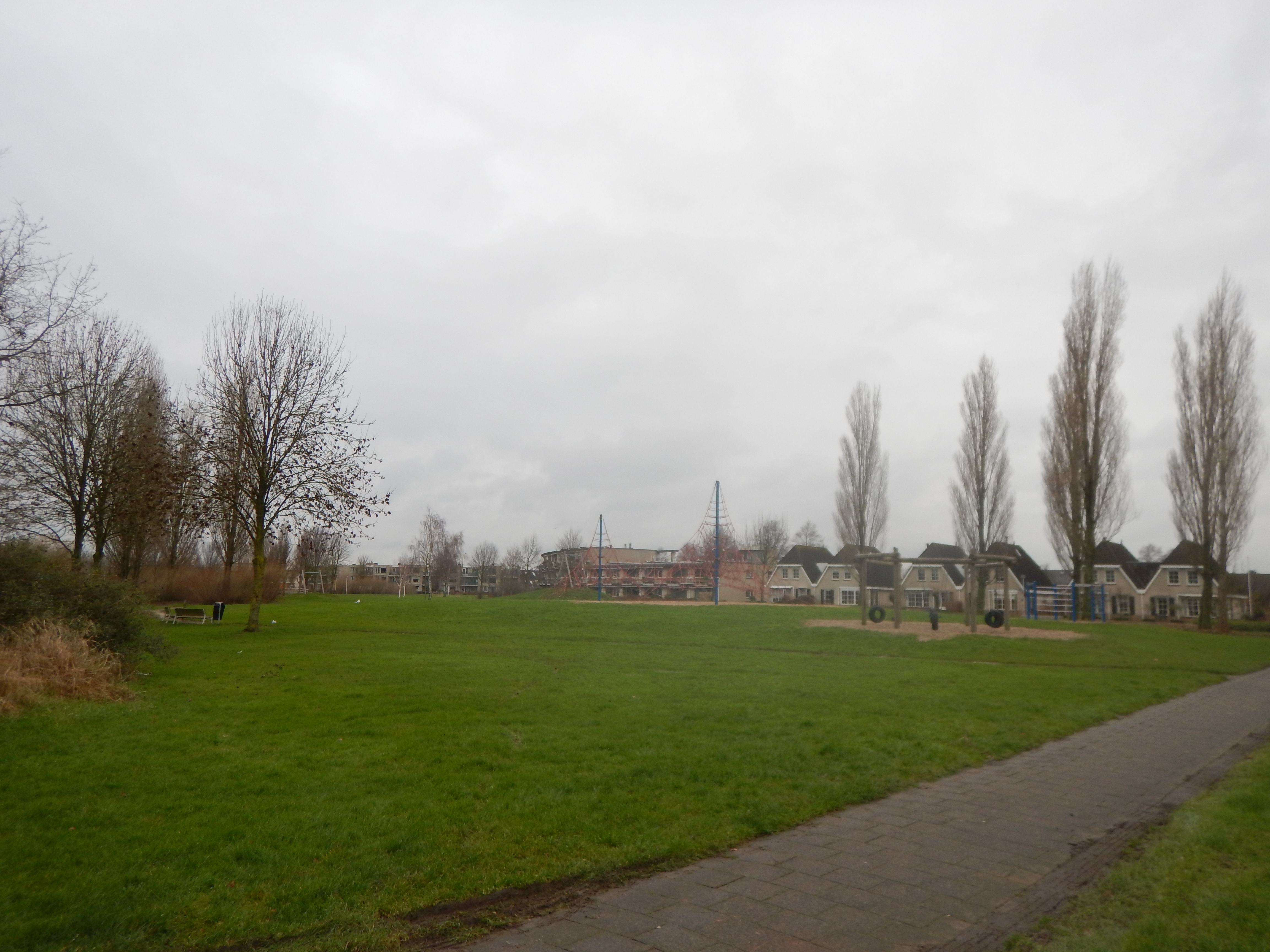
Park Nieuweland

De woningbouw is veelal seriematig, maar wel met meer architectonische variatie dan in de wijken die eerder gebouwd zijn. Zo is het wijkwinkelcentrum Muziekplein uitgevoerd in een postmoderne stijl, met daarin klassieke verwijzingen zoals zuilen en timpanen. Rondom de zichtassen is er sprake van spiegelsymmetrie in de bebouwing, wat zichtbaar is in de zichtas tussen het Muziekplein en de Serenadelaan. Kenmerkend aan de bebouwing is het gebruik van bouwmaterialen met lichte kleuren, variërend van geel en lichtbruin tot wit. Ook komen verschillende kapvormen voor, zoals zadelkappen, lessenaarskappen en platte daken.

## Voorzieningen
Binnen de wijk bevinden zich een aantal voorzieningen. Zo heeft het een eigen winkelcentrum, het Muziekplein. Verder heeft de wijk ook een openbare basisschool, een kerk en een sporthal. Al deze voorzieningen bevinden zich aan de westzijde van de wijk. De wijk is goed bereikbaar met het openbaar vervoer.

## Kunstwerken

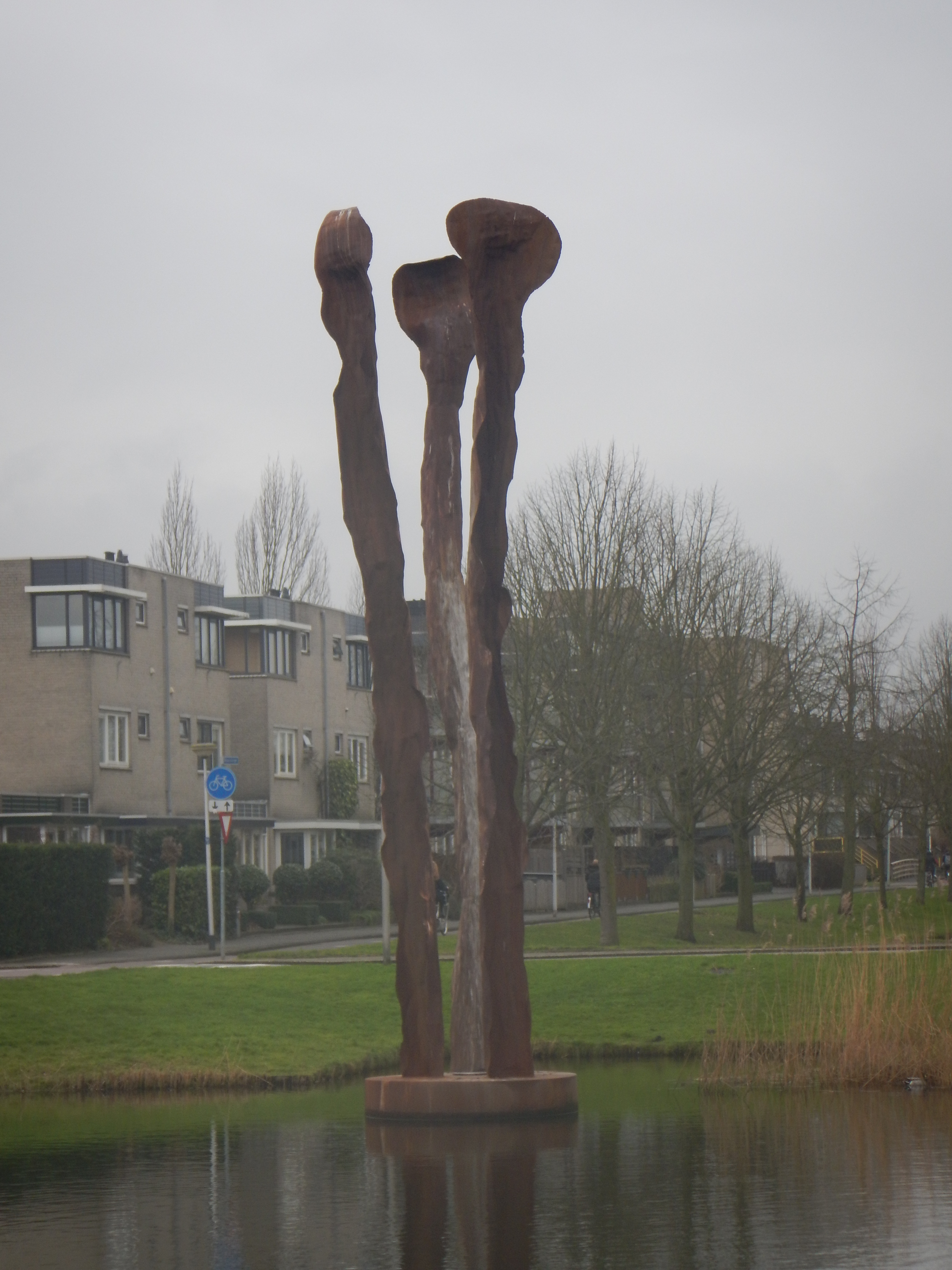
Tempestas Chalybeia (2013), Ruud van de Wint
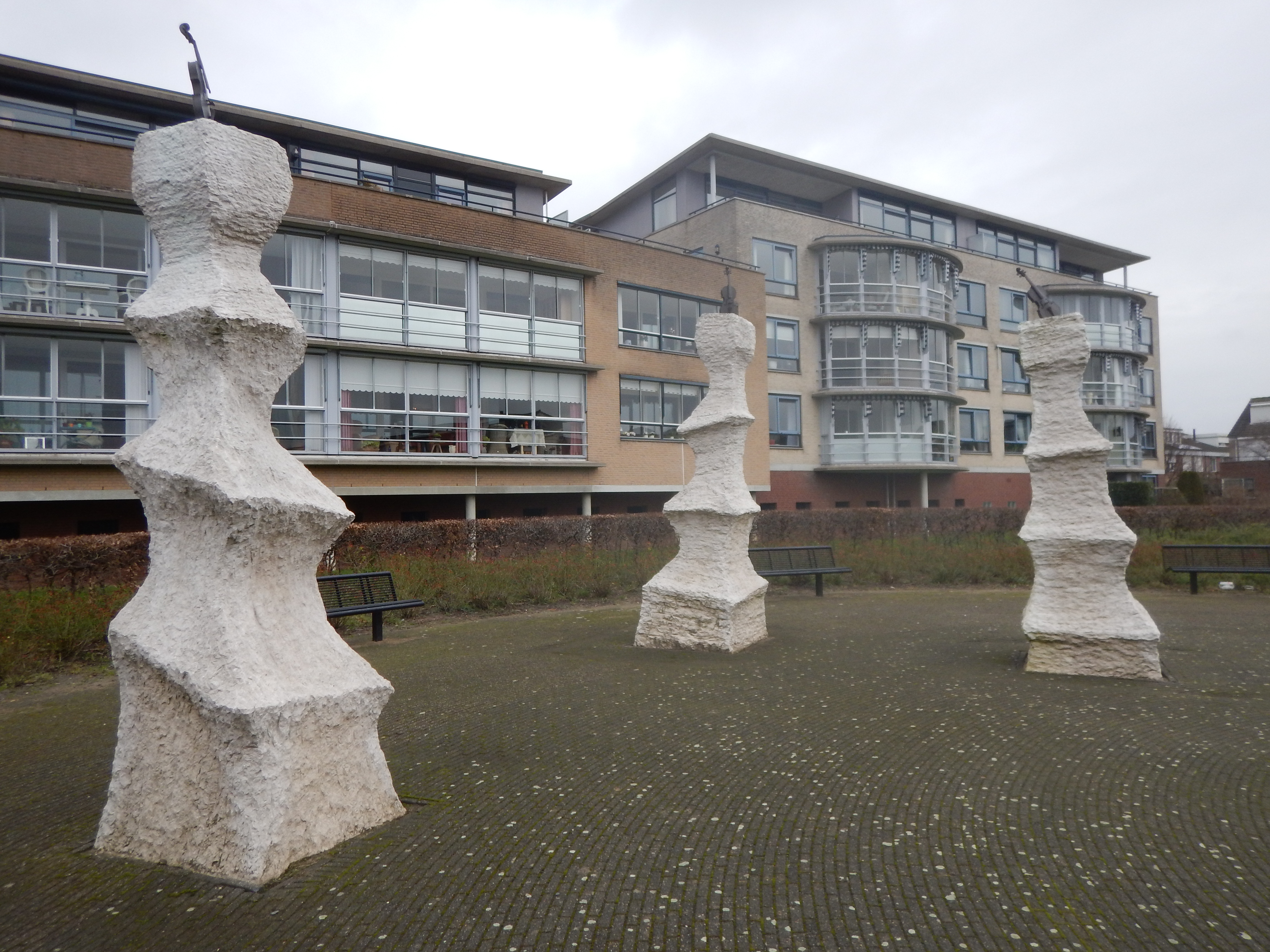
Full Moon II (2002), Joseph Semah
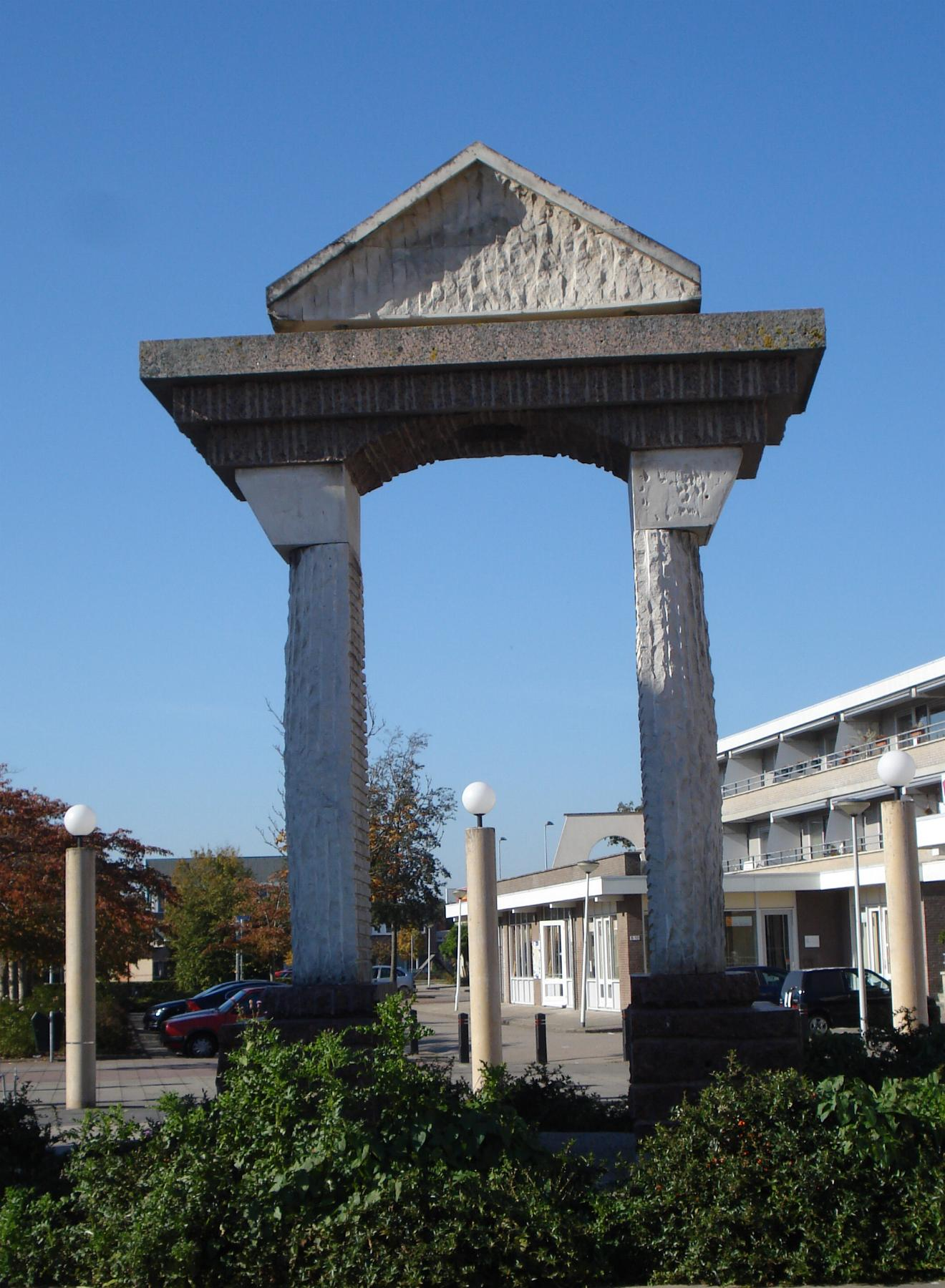
Gate 2 (1996), Kees Buckens
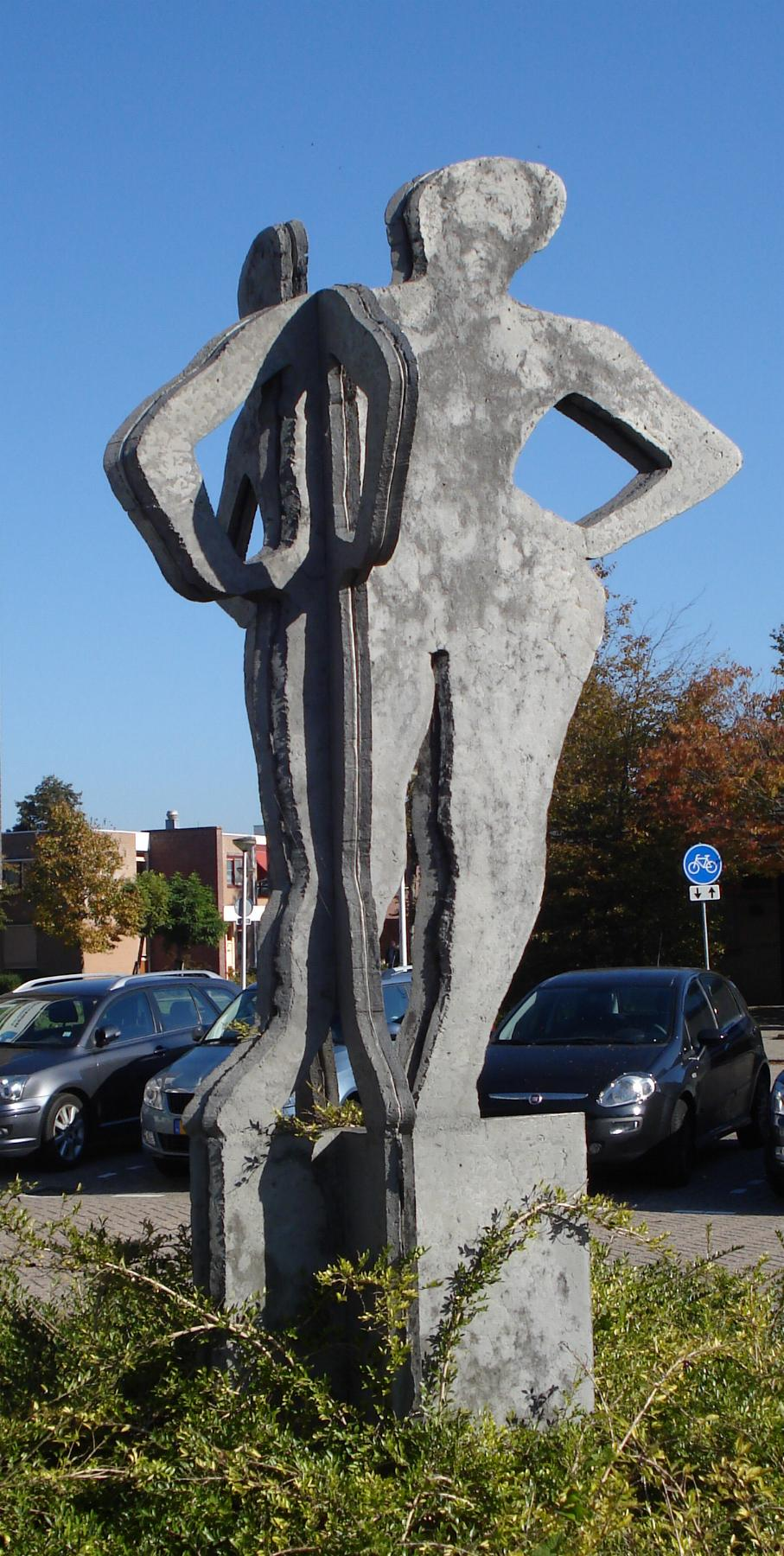
Anamorfose (1996), Per Abramsen
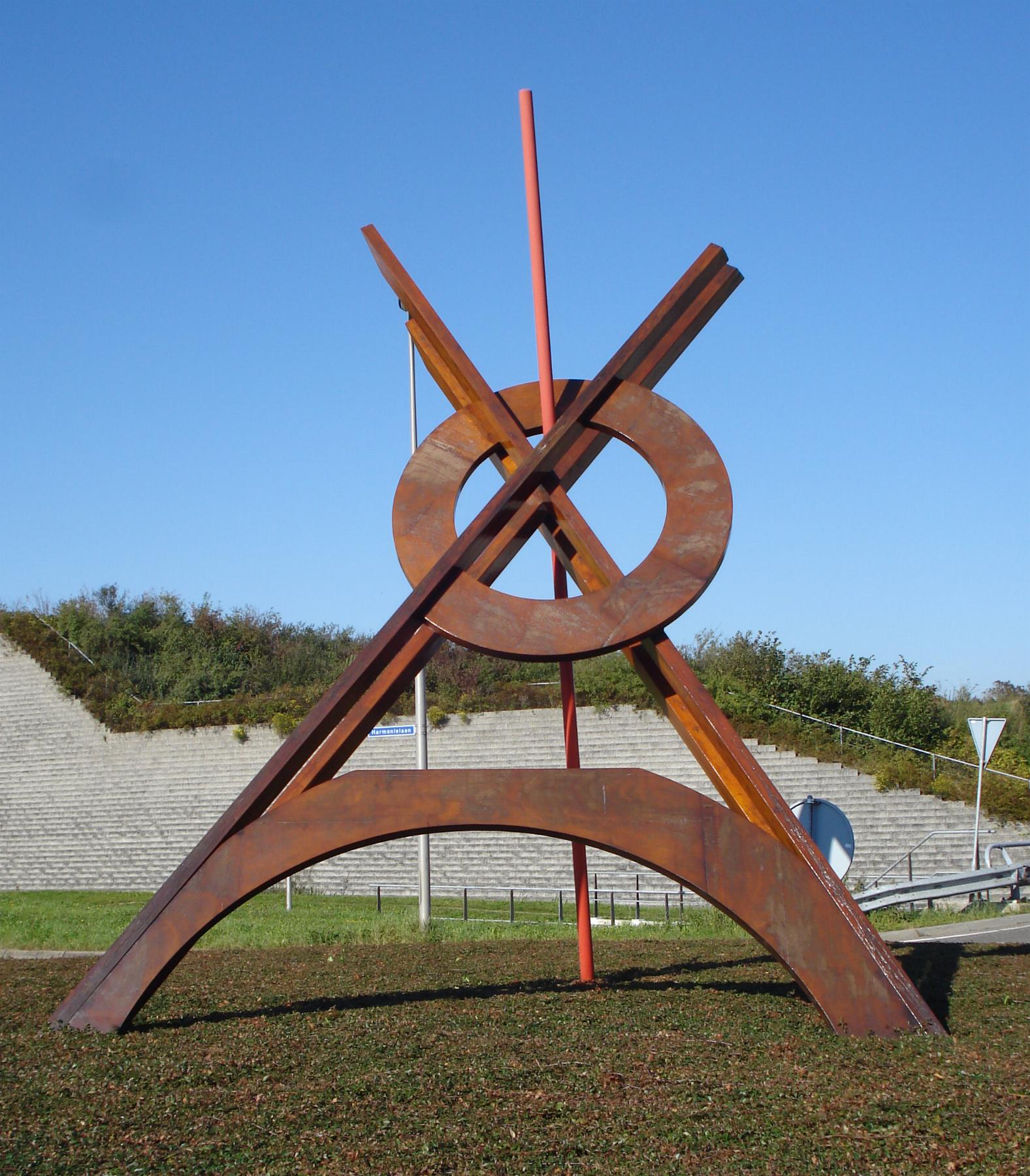
Onbekend
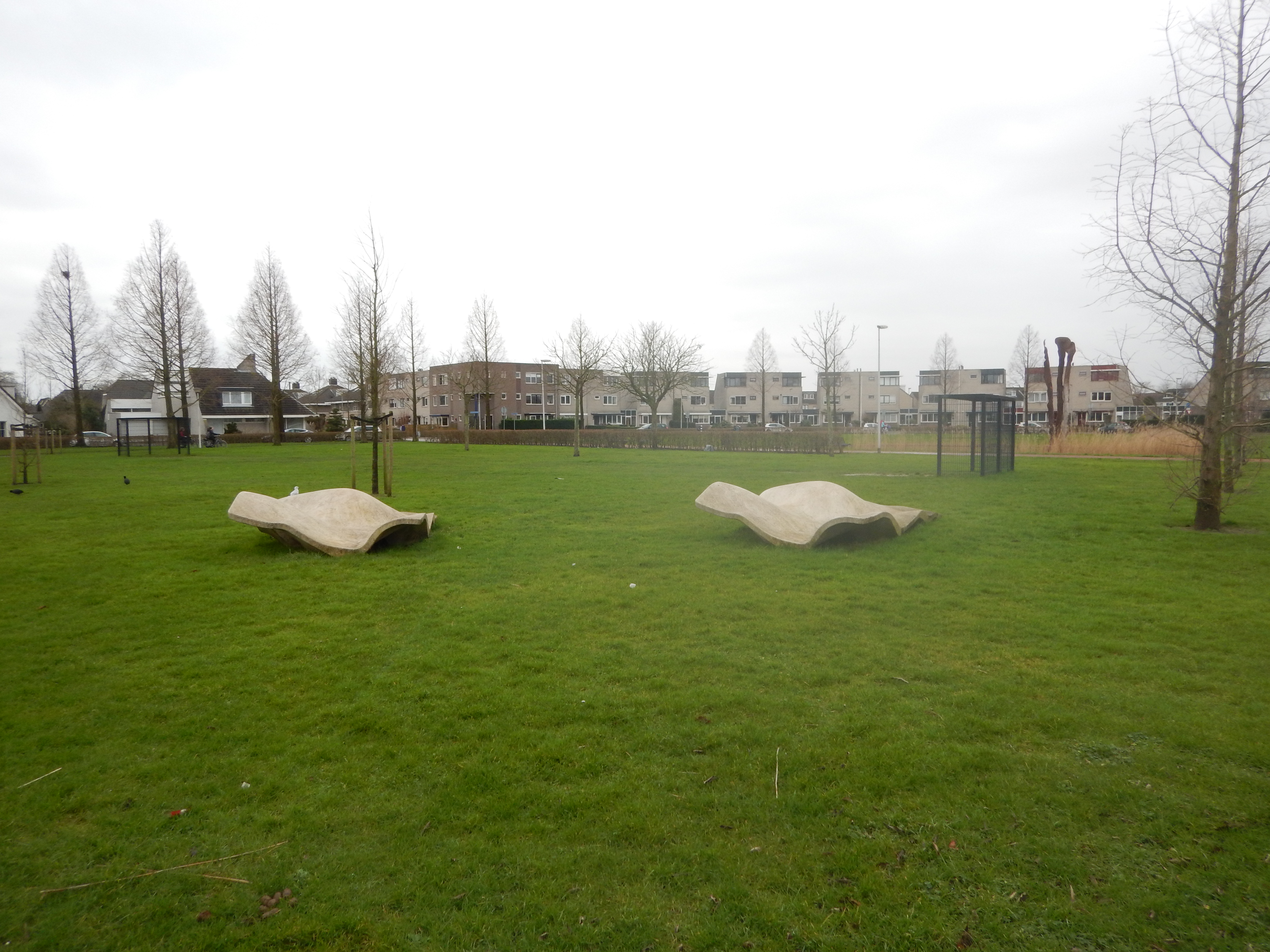
Onbekend